# Relaciones entre capacidades caloríficas
En termodinámica, la capacidad calorífica a volumen constante, {\displaystyle C_{V}}, y la capacidad calorífica a presión constante, {\displaystyle C_{P}}, son propiedades extensivas que tienen una magnitud de energía dividida por la temperatura.

## Relaciones
Las leyes de termodinámica implican las siguientes relaciones entre estas dos capacidades caloríficas (Gaskell 2003:23):
{\displaystyle C_{P}-C_{V}=VT{\frac {\alpha ^{2}}{\beta _{T}}}\,}
{\displaystyle {\frac {C_{P}}{C_{V}}}={\frac {\beta _{T}}{\beta _{S}}}\,}
El coeficiente de dilatación térmica  {\displaystyle \alpha } se expresa de la siguiente manera:
{\displaystyle \alpha ={\frac {1}{V}}\left({\frac {\partial V}{\partial T}}\right)_{P}\,}
{\displaystyle \beta _{T}} es la compresibilidad isotérmica :
{\displaystyle \beta _{T}=-{\frac {1}{V}}\left({\frac {\partial V}{\partial P}}\right)_{T}\,}
Y mientras que {\displaystyle \beta _{S}} es la compresibilidad isentrópica.
{\displaystyle \beta _{S}=-{\frac {1}{V}}\left({\frac {\partial V}{\partial P}}\right)_{S}\,}
Una expresión correspondiente para la diferencia entre las capacidades caloríficas concretas (propiedades intensivas) a volumen constante y a presión constante es:
{\displaystyle c_{p}-c_{v}={\frac {\alpha ^{2}T}{\rho \beta _{T}}}}
Dónde ρ es la densidad de la sustancia bajo las condiciones aplicables.
La expresión correspondiente del Coeficiente de dilatación adiabática  sigue siendo el mismo debido a que las cantidades dependen del tamaño del sistema termodinámico, ya sea en función de la masa, o por mol, se cancelan en la relación porque capacidades caloríficas son propiedades intensivas . Se deduce que:
{\displaystyle {\frac {c_{p}}{c_{v}}}={\frac {\beta _{T}}{\beta _{S}}}\,}
La diferencia en la relación permite obtener la capacidad calorífica de los sólidos a volumen constante que no se mide fácilmente. La relación permite expresar la compresibilidad isentrópica en términos de la relación de capacidad de calor.

## Derivación
Si se suministra una cantidad de calor infinitesimalmente pequeña {\displaystyle \delta Q} a un sistema de manera reversible, de acuerdo con la segunda ley de la termodinámica, la variación de entropía del sistema está dada por:
{\displaystyle dS={\frac {\delta Q}{T}}\,}
Puesto que:
{\displaystyle \delta Q=CdT\,}
donde C es la capacidad calorífica,  entonces:
{\displaystyle TdS=CdT\,}
La capacidad calorífica depende de cómo las variables externas del sistema están cambiando cuando se suministra calor. Si solamente la variable externa del sistema es el volumen, entonces se puede escribir como:
{\displaystyle dS=\left({\frac {\partial S}{\partial T}}\right)_{V}dT+\left({\frac {\partial S}{\partial V}}\right)_{T}dV}
De lo anterior se deduce:
{\displaystyle C_{V}=T\left({\frac {\partial S}{\partial T}}\right)_{V}\,}
Expresando dS en términos de dT y dP de modo similar se conduce a la expresión:
{\displaystyle C_{P}=T\left({\frac {\partial S}{\partial T}}\right)_{P}\,}
La siguiente ecuación muestra la definición de la derivada del volumen en función de la temperatura y presión.
{\displaystyle dV=\left({\frac {\partial V}{\partial T}}\right)_{P}dT+\left({\frac {\partial V}{\partial P}}\right)_{T}dP\,}
La expresión para la derivada de la entropía es:
{\displaystyle dS=\left[\left({\frac {\partial S}{\partial T}}\right)_{V}+\left({\frac {\partial S}{\partial V}}\right)_{T}\left({\frac {\partial V}{\partial T}}\right)_{P}\right]dT+\left({\frac {\partial S}{\partial V}}\right)_{T}\left({\frac {\partial V}{\partial P}}\right)_{T}dP}
Conduce a:
{\displaystyle \left({\frac {\partial S}{\partial T}}\right)_{P}=\left({\frac {\partial S}{\partial T}}\right)_{V}+\left({\frac {\partial S}{\partial V}}\right)_{T}\left({\frac {\partial V}{\partial T}}\right)_{P}\,}
Por tanto,
{\displaystyle C_{P}-C_{V}=T\left({\frac {\partial S}{\partial V}}\right)_{T}\left({\frac {\partial V}{\partial T}}\right)_{P}=VT\alpha \left({\frac {\partial S}{\partial V}}\right)_{T}\,}
La derivada parcial {\displaystyle \left({\frac {\partial S}{\partial V}}\right)_{T}}puede ser reescrita en términos de variables que no implican la entropía usando una relación de Maxwell adecuada. Estas relaciones se derivan de las relaciones termodinámicas fundamentales:
{\displaystyle dU=TdS-PdV\,}
Se deduce de esto, que el diferencial de la energía libre de Helmholtz: {\displaystyle A=U-TS} es:
{\displaystyle dA=-SdT-PdV\,}
Esto significa que
{\displaystyle -S=\left({\frac {\partial A}{\partial T}}\right)_{V}\,}
Y
{\displaystyle -P=\left({\frac {\partial A}{\partial V}}\right)_{T}\,}
La simetría de segundas derivadas de A con respecto a T y V entonces implica que:
{\displaystyle \left({\frac {\partial S}{\partial V}}\right)_{T}=\left({\frac {\partial P}{\partial T}}\right)_{V}\,}
Permitiendo escribir:
{\displaystyle C_{P}-C_{V}=VT\alpha \left({\frac {\partial P}{\partial T}}\right)_{V}\,}
El r.h.s. contiene una derivada a volumen constante, lo cual puede ser difícil de medir. Se puede reescribir como lo siguiente: 
{\displaystyle dV=\left({\frac {\partial V}{\partial P}}\right)_{T}dP+\left({\frac {\partial V}{\partial T}}\right)_{P}dT\,}
Desde la derivada parcial {\displaystyle \left({\frac {\partial P}{\partial T}}\right)_{V}}que es simplemente es la relación de dP y dT para dV=0, se puede obtener sustituyendo dV = 0 en la ecuación anterior y resolviendo para esta relación:
{\displaystyle \left({\frac {\partial P}{\partial T}}\right)_{V}=-{\frac {\left({\frac {\partial V}{\partial T}}\right)_{P}}{\left({\frac {\partial V}{\partial P}}\right)_{T}}}={\frac {\alpha }{\beta _{T}}}\,}
Que produce la expresión: 
{\displaystyle C_{P}-C_{V}=VT{\frac {\alpha ^{2}}{\beta _{T}}}\,}
La expresión para la relación de las capacidades caloríficas puede ser obtenida como:
{\displaystyle {\frac {C_{P}}{C_{V}}}={\frac {\left({\frac {\partial S}{\partial T}}\right)_{P}}{\left({\frac {\partial S}{\partial T}}\right)_{V}}}\,}
La derivada parcial en el numerador puede ser expresada como la relación de las derivadas parciales de la presión w.r.t. temperatura y entropía. Si en la relación
{\displaystyle dP=\left({\frac {\partial P}{\partial S}}\right)_{T}dS+\left({\frac {\partial P}{\partial T}}\right)_{S}dT\,}
Se puede sustituir {\displaystyle dP=0} y resolver la relación  {\displaystyle {\frac {dS}{dT}}}obtendremos  {\displaystyle \left({\frac {\partial S}{\partial T}}\right)_{P}}. Si se realiza se obtiene:
{\displaystyle \left({\frac {\partial S}{\partial T}}\right)_{P}=-{\frac {\left({\frac {\partial P}{\partial T}}\right)_{S}}{\left({\frac {\partial P}{\partial S}}\right)_{T}}}\,}
Se puede reescribir de manera similar la derivada parcial  {\displaystyle \left({\frac {\partial S}{\partial T}}\right)_{V}}expresando dV en términos de dS y dT, igualando dV a cero y resolviendo para la relación {\displaystyle {\frac {dS}{dT}}}. Cuándo se sustituye la expresión en la relación de capacidad calorífica expresada como la relación de las derivadas parciales de la entropía , se deduce a: 
{\displaystyle {\frac {C_{P}}{C_{V}}}={\frac {\left({\frac {\partial P}{\partial T}}\right)_{S}}{\left({\frac {\partial P}{\partial S}}\right)_{T}}}{\frac {\left({\frac {\partial V}{\partial S}}\right)_{T}}{\left({\frac {\partial V}{\partial T}}\right)_{S}}}\,}
Tomando las dos derivadas a entropía constante, S:
{\displaystyle {\frac {\left({\frac {\partial P}{\partial T}}\right)_{S}}{\left({\frac {\partial V}{\partial T}}\right)_{S}}}=\left({\frac {\partial P}{\partial T}}\right)_{S}\left({\frac {\partial T}{\partial V}}\right)_{S}=\left({\frac {\partial P}{\partial V}}\right)_{S}\,}
Tomando las dos derivadas a temperatura constante, T:
{\displaystyle {\frac {\left({\frac {\partial V}{\partial S}}\right)_{T}}{\left({\frac {\partial P}{\partial S}}\right)_{T}}}=\left({\frac {\partial V}{\partial S}}\right)_{T}\left({\frac {\partial S}{\partial P}}\right)_{T}=\left({\frac {\partial V}{\partial P}}\right)_{T}\,}
```
Entonces se puede escribir:
```

{\displaystyle {\frac {C_{P}}{C_{V}}}=\left({\frac {\partial P}{\partial V}}\right)_{S}\left({\frac {\partial V}{\partial P}}\right)_{T}={\frac {\beta _{T}}{\beta _{S}}}\,}

## Gas ideal
Esta es una derivación para obtener una expresión para {\displaystyle C_{P}-C_{V}\,} un gas ideal.
Un gas ideal tiene la ecuación de estado: {\displaystyle PV=nRT\,}
Dónde 
P = Presión
V = volumen
n = Número de moles
R = Constante universal de los gases
T = Temperatura
La ecuación de estado del gas ideal se puede acomodar como:
{\displaystyle V=nRT/P\,}{\displaystyle \,nR=PV/T}
Las siguientes derivadas parciales se obtienen de la ecuación estado anterior :
{\displaystyle \left({\frac {\partial V}{\partial T}}\right)_{P}\ ={\frac {nR}{P}}\ =\left({\frac {VP}{T}}\right)\left({\frac {1}{P}}\right)={\frac {V}{T}}}
{\displaystyle \left({\frac {\partial V}{\partial P}}\right)_{T}\ =-{\frac {nRT}{P^{2}}}\ =-{\frac {PV}{P^{2}}}\ =-{\frac {V}{P}}}
Las siguientes expresiones simples se obtienen para el coeficiente de dilatación térmica:  {\displaystyle \alpha }
{\displaystyle \alpha ={\frac {1}{V}}\left({\frac {\partial V}{\partial T}}\right)_{P}\ ={\frac {1}{V}}\left({\frac {V}{T}}\right)}
{\displaystyle \alpha =1/T\,}
Y para compresibilidad isotérmica : {\displaystyle \beta _{T}}
{\displaystyle \beta _{T}=-{\frac {1}{V}}\left({\frac {\partial V}{\partial P}}\right)_{T}\ =-{\frac {1}{V}}\left(-{\frac {V}{P}}\right)}
{\displaystyle \beta _{T}=1/P\,}
Ahora se puede calcular  {\displaystyle C_{P}-C_{V}\,}  para gases ideales de la fórmula general obtenida previamente :
{\displaystyle C_{P}-C_{V}=VT{\frac {\alpha ^{2}}{\beta _{T}}}\ =VT{\frac {(1/T)^{2}}{1/P}}={\frac {VP}{T}}}
Sustituyendo de la ecuación gas ideal da finalmente:
{\displaystyle C_{P}-C_{V}=nR\,}
Donde n = Número de moles del gas en el sistema termodinámico bajo consideración y R = constante universal de los gases. Sobre una base molar, la expresión para la diferencia en las capacidades caloríficas molares se convierte simplemente en R para gases ideales como:
{\displaystyle {\bar {C}}_{P}-{\bar {C}}_{V}={\frac {C_{P}-C_{V}}{n}}={\frac {nR}{n}}=R}
Este resultado sería coherente si la diferencia específica se deriva directamente de la expresión general para.{\displaystyle c_{p}-c_{v}\,}